# Kinichilita
La kinichilita és un mineral de la classe dels òxids. Rep el nom en honor del Dr. Kin-ichi Sakurai (Tòquio, 11 de desembre de 1912 - 6 d'octubre de 1993), mineralogista amateur de Tòquio, qui va descriure i/o proporcionar el material tipus de mitja dotzena d'espècies. La sakuraiïta també rep el nom en el seu honor.

## Característiques
La kinichilita és un òxid de fórmula química Mg₀.₅Mn²⁺Fe³⁺(Te⁴⁺O₃)₃(H₂O)₄.₅. Cristal·litza en el sistema hexagonal. La seva duresa a l'escala de Mohs és 2.
Segons la classificació de Nickel-Strunz, la kinichilita pertany a «04.JM - Tel·lurits sense anions addicionals, amb H₂O» juntament amb els següents minerals: keystoneïta, blakeïta, emmonsita, zemannita, graemita, teineïta.

## Formació i jaciments
Va ser descoberta a la mina Kawazu, situada a la ciutat de Shimoda, dins la prefectura de Shizuoka (Chubu, Japó). També ha estat descrita a la mina Bambolla, a la localitat de Moctezuma (Sonora, Mèxic). Aquests dos indrets són els únics de tot el planeta on ha estat descrita aquesta espècie mineral.